# تیم ملی فوتسال عراق
تیم ملی فوتسال عراق نماینده عراق در مسابقات بین‌المللی فوتسال است و تحت کنترل کمیته فوتسال فدراسیون فوتبال عراق است. از نوامبر ۲۰۱۷، عراق در رتبه ۵۰ جهان در رده بندی جهانی فوتسال قرار دارد. عراق در یازده دوره مسابقات فوتسال آسیا بازی کرده است. بهترین نتیجه آنها در سال ۲۰۱۸ در جایگاه چهارم بود.